# Odrowąż (powiat radomszczański)
Odrowąż – wieś w Polsce położona w województwie łódzkim, w powiecie radomszczańskim, w gminie Wielgomłyny. Miejscowość wchodzi w skład sołectwa Wola Kuźniewska.
W latach 1975–1998 miejscowość należała administracyjnie do województwa piotrkowskiego.

## Zabytki
Według rejestru zabytków Narodowego Instytutu Dziedzictwa na listę zabytków wpisane są obiekty:
- zespół dworski, XVIII-XX w., nr rej.: 367 z 12.05.1986 i z 18.01.1996:
  - dwór, drewniany
  - park